# Frag eXecutors

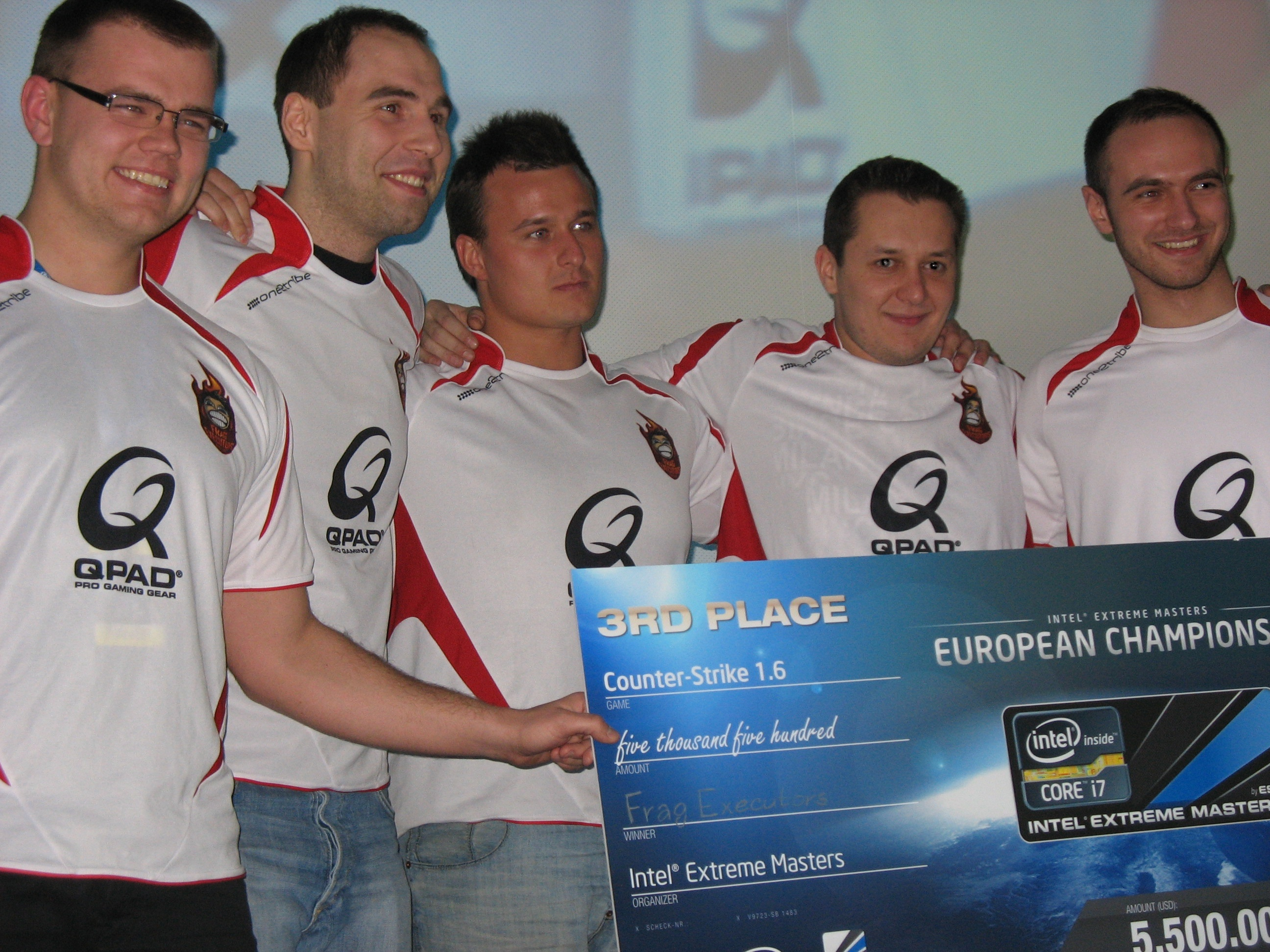
Die Frag eXecutors auf den ESL Intel Extreme Masters Season V – European Championship Finals (Januar 2011); Von links nach rechts: Filip „Neo“ Kubski, Wiktor „taz“ Wojtas, Jarosław „pasha“ Jarząbkowski, Mariusz „Loord“ Cybulski, Jakub „Kuben“ Gurczyński

Frag eXecutors (Fx) war ein polnischer E-Sport-Clan. Er wurde im Jahr 1997 gegründet und erlangte im Jahr 2010 weltweite Bedeutung, als das erfolgreiche Counter-Strike-Team rund um Filip „Neo“ Kubski (ehemals PGS Gaming, MeetYourMakers) verpflichtet wurde. Dieses ist unter anderem zweifacher Sieger der World Cyber Games (2006 und 2009). Seit 2011 wird die Homepage frag-executors.com nicht mehr aktualisiert.

## Wichtige Spieler (Auszug)

### Counter-Strike
- Filip „Neo“ Kubski (bis 10. Februar 2011)
- Jakub „Kuben“ Gurczyński (bis 10. Februar 2011)
- Mariusz „Loord“ Cybulski (bis 10. Februar 2011)
- Wiktor „taz“ Wojtas (bis 10. Februar 2011)
- Jarosław „pasha“ Jarząbkowski (bis 10. Februar 2011)

## Erfolge (Auszug)

### Counter-Strike
- Electronic Sports World Cup 2010: 4. Platz
- GameGune 2010: 2. Platz
- e-Stars Seoul 2010: 1. Platz
- World Cyber Games 2010: 3. Platz
- World e-Sports Masters 2010: 3. Platz
- DreamHack Winter 2010: 4. Platz
- ESL Intel Extreme Masters V European Championship: 3. Platz
- ESL Intel Extreme Masters V World Championship: 2. Platz
- Copenhagen Games 2011: 1. Platz
- e-Stars Seoul 2011: 1. Platz